# Букет лілій (яйце Фаберже)
Великоднє яйце «Букет лілій» — ювелірний виріб фірми Карла Фаберже, виготовлений на замовлення російського імператора Миколи II у 1899 році як великодній подарунок для дружини імператора Олександри Федорівни.

## Дизайн

### Сюрприз
Сюрприз яйця загублений, але за старими фотографіями відомо, що це був підвіс із рубіну.

## Історія
Яйце «Букет лілій» є одним із десяти яєць фаберже, які після революції не були продані за кордон. З 1927 року воно перебуває в Оружейній палаті Кремля в Москві.